# Etoumbi
Etoumbi är en småstad (franska: communauté urbaine) i departementet Cuvette-Ouest i nordvästra Kongo-Brazzaville. De flesta invånarna livnär sig på jakt i de lokala skogarna.
Etoumbi har under 2000-talet drabbats av fyra utbrott av ebolaviruset, vilka förmodas ha orsakats av att lokalbefolkningen ätit kött från självdöda djur i skogen.  År 2003 dog 120 människor i ett utbrott. Ett annat utbrott i maj 2005 ledde till att staden sattes i karantän.